# کونتور پونونا
کونتور پونونا (به اسپانیایی: Kuntur Puñuna) یک کوه در پرو است که در Peru, Puno Region, Lampa Province واقع شده‌است. کونتور پونونا ۴٬۸۰۰ متر بالاتر از سطح دریا واقع شده‌است.